# Trichophallus capillatus
Trichophallus capillatus (лат.) — вид кузнечиков рода Trichophallus из подсемейства Conocephalinae (Salomonina, Agraeciini, Tettigoniidae). Океания: Папуа — Новая Гвинея. Название нового вида связано с группой волосков на вершине титиляторов.

## Описание
Кузнечики средних размеров (длина тела около 2 см). Основная окраска тела желтовато-коричневая. Trichophallus capillatus отличается от других видов рода, характерной формой церок самцов и титилляторов на фаллосе самца. Самки уникальны формой субгенитальной пластинки с узкими и удлиненными боковыми лопастями, достигающими или превосходящими конец базально-дорсальных расширений вентральных вальв яйцеклада, а базально-латеральные расширения удлиненные и сводчатые у сохранившихся экземпляров.